# Valentin Stocker
Valentin Stocker (ur. 12 kwietnia 1989 w Lucernie) – szwajcarski piłkarz grający na pozycji pomocnika w FC Basel.

## Kariera klubowa
Valentin Stocker jest wychowankiem klubu SC Kriens, w którym grał do 2005 roku. Następnie rozpoczął treningi w FC Basel, jednak początkowo grywał w zespole do lat 21. W młodzieżowej drużynie klubu z Bazylei Stocker spędził łącznie 2 lata, w trakcie których rozegrał 37 pojedynków i strzelił 13 bramek.
Do dorosłej kadry FC Basel Stocker został włączony podczas sezonu 2007/2008. 16 sierpnia 2007 roku zadebiutował w Pucharze UEFA, a Basel wygrało 2:1 z austriackim SV Mattersburg. W Axpo Super League Szwajcar po raz pierwszy wystąpił 2 marca 2008 roku w zwycięskim 3:1 meczu z FC Thun. Pierwszą bramkę dla swojego zespołu zdobył natomiast 16 marca podczas przegranego 4:2 spotkania z FC Sion. W debiutanckim sezonie Stocker zanotował w lidze 11 występów, w tym 8 w podstawowym składzie i strzelił 3 bramki. Wywalczył mistrzostwo oraz puchar kraju.
Na początku rozgrywek 2008/2009 szwajcarski piłkarz w linii pomocy grał najczęściej u boku takich graczy jak Benjamin Huggel, Ivan Ergić, Marko Perović, Scott Chipperfield i Marcos Gelabert. W ligowych rozgrywkach zanotował 32 występy – 18 jako gracz pierwszego składu i 14 jako rezerwowy. Został uznany najlepszym piłkarzem młodego pokolenia w sezonie 2008/2009.
W maju 2014 roku podpisał 4-letni kontrakt z niemieckim klubem Hertha BSC.

## Kariera reprezentacyjna
W reprezentacji Szwajcarii Stocker zadebiutował 20 sierpnia 2008 roku w wygranym 4:1 meczu z Cyprem rozegranym na Stade de Genève. W spotkaniu tym zdobył pierwszego gola dla swojego zespołu. Wcześniej Stocker występował w reprezentacji Szwajcarii do lat 19.